# Campionati mondiali lunga distanza a squadre di sci alpinismo

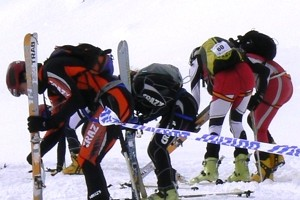

I Campionati mondiali lunga distanza a squadre di sci alpinismo rappresentano una gara a squadre, inizialmente compresa nei campionati mondiali di sci alpinismo, di sci alpinismo a cadenza annuale organizzate dall' International Ski Mountaineering Federation (ISMF), a partire dalla stagione 2021. 

## Edizioni
| Edizione | Data      | Luogo             | Gara    | Fonte |
| -------- | --------- | ----------------- | ------- | ----- |
| 2021     | 14 marzo  | Pierra Menta      | Francia | [ 1 ] |
| 2022     | 31 marzo  | Tour du Rutor     | Italia  | [ 2 ] |
| 2023     | 25 marzo  | Adamello Ski Raid | Italia  | [ 3 ] |
| 2025     | 26 aprile | Trofeo Mezzalama  | Italia  | [ 4 ] |
| 2021     | 14 marzo  | Pierra Menta      | Francia | [ 5 ] |

## Medagliere
Aggiornato al 2025
| Posiz. | Nazione  | Oro | Argento | Bronzo | Totale |
| ------ | -------- | --- | ------- | ------ | ------ |
| 1      | Italia   | 4   | 4       | 4      | 12     |
| 2      | Francia  | 4   | 3       | 4      | 11     |
| 3      | Svizzera | 0   | 1       | 0      | 1      |
| Totale | Totale   | 8   | 8       | 8      | 24     |